# Storfruktig guldskivlav
Storfruktig guldskivlav (Protoblastenia siebenhaariana) är en lavart som först beskrevs av Körb., och fick sitt nu gällande namn av J. Steiner. Storfruktig guldskivlav ingår i släktet Protoblastenia och familjen Psoraceae.  Arten är reproducerande i Sverige. Inga underarter finns listade i Catalogue of Life.
I den svenska databasen Dyntaxa används istället namnet Protoblastenia terricola för samma taxon.  Arten är reproducerande i Sverige.